# Gonomyia pedica
Gonomyia pedica là một loài ruồi trong họ Limoniidae. Chúng phân bố ở vùng Tân nhiệt đới.